# Euroregion Krušnohoří

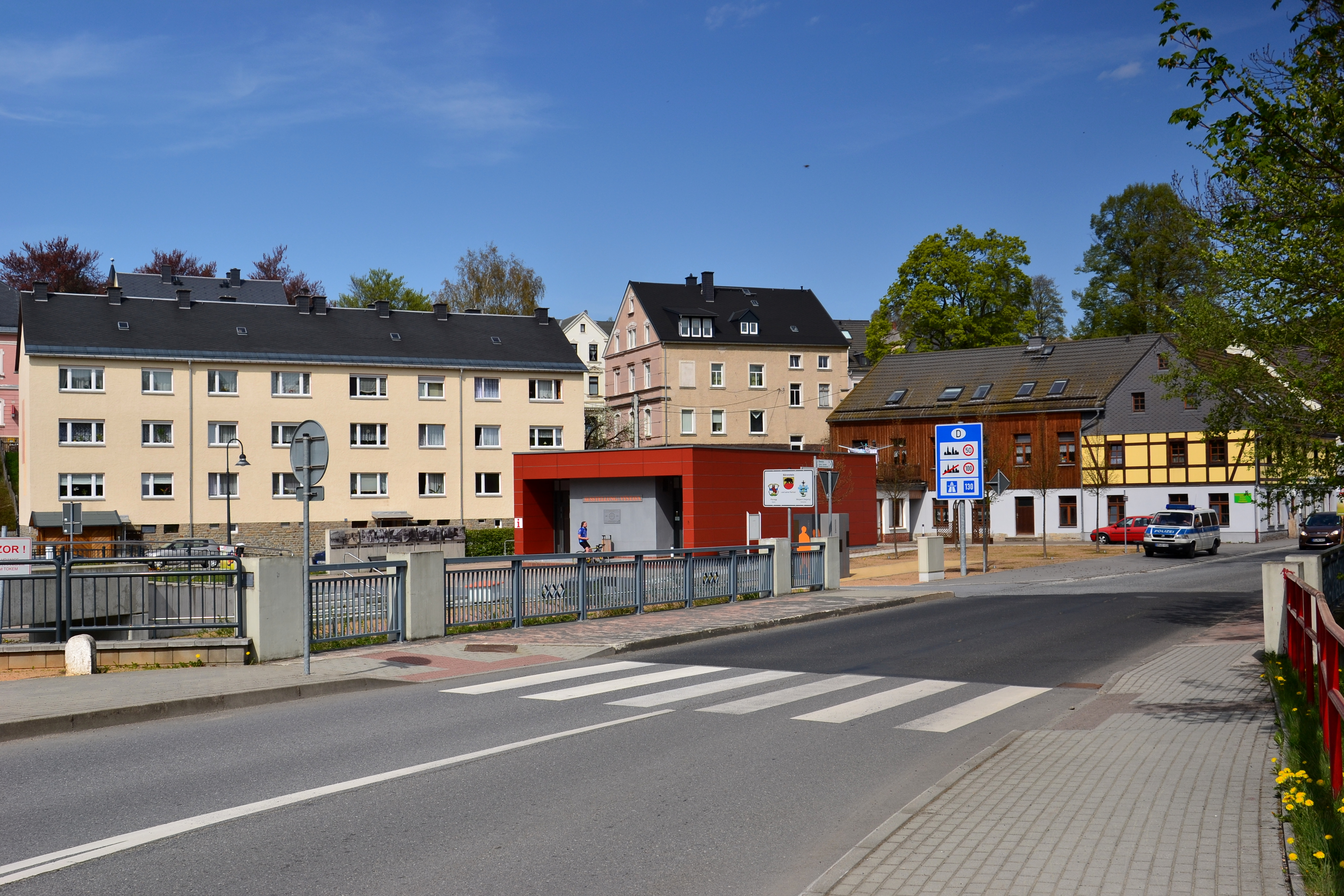
Bývalý hraniční přechod Vejprty - Bärenstein, který rozděloval obě města

Euroregion Krušnohoří a Euroregion Erzgebirge tvoří společenství zájmových orgánů v německém a českém příhraničí. Jedná se o okresy Krušné hory, Střední Sasko, Most, Chomutov, Louny, Teplice a Litoměřice.
Podporuje a rozvíjí přátelskou, sousedskou a komplexní přeshraniční spolupráci v oblastech:
- životního prostředí a obnovy krušnohorského regionu,
- koncepce místního a regionálního plánování,
- zlepšení přeshraniční dopravy,
- hospodářského rozvoje,
- kultury, sportu, školství a cestovního ruchu, stejně jako
- záchranné služby, požární ochrany a ochrany před katastrofami

Časopisem Euroregionu je "Infopress".